# Rimac Nevera
Rimac Nevera — безпілотний електромобіль спроєктований і виробляється хорватською компанією Rimac Automobili. Уперше був представлений на Женевському автосалоні у 2018 році і названий значним проривом в технології, а також відповіддю Tesla Roadster Ілона Маска. Розробник зовнішнього вигляду — австрієць хорватського походження Адріано Мудрі.
Оціночна вартість машини складає 1 795 532 євро, уже в перші три тижні були розкуплені перші зразки. Виробництво Nevera було обмежено 150 автомобілями.  Після завершення краш-тестів для омологації Rimac планував доставити Nevera клієнтам у середині 2022 року.  Перші серійні специфікації Nevera були доставлені в серпні 2022 року.  Поставки до Сполучених Штатів розпочалися в червні 2023 року.  Nevera виготовляється на тому самому заводі та з тією ж швидкістю (приблизно 1 на тиждень), як Pininfarina Battista, який базується на тій же платформі.
В 2024 році представили Nevera R — потужнішу версію потужністю 2107 к.с та з розгоном до 100 км/год за 1.81 секунди.
Прототип автомобіля мав ім'я Rimac C Two.

## Опис

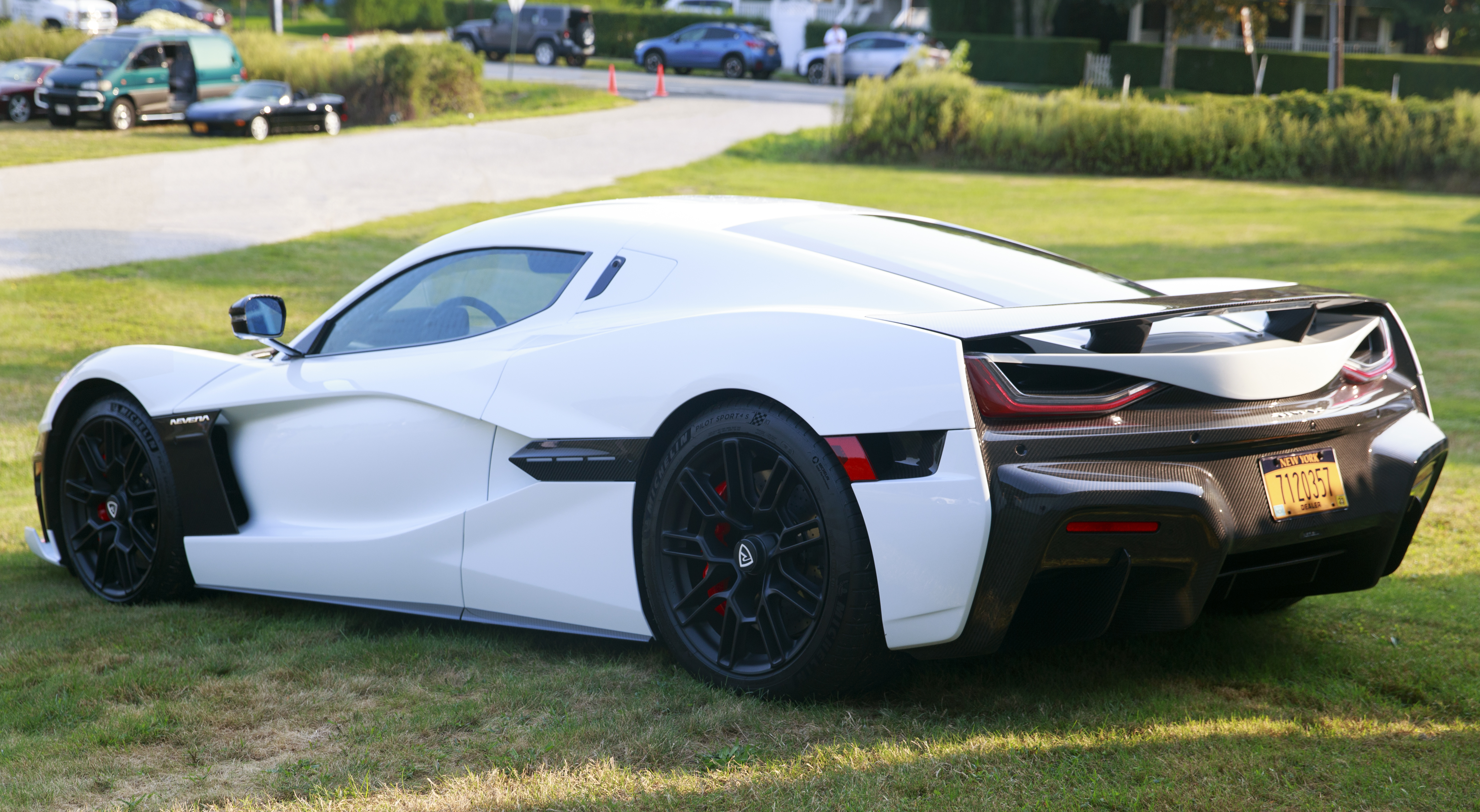
Rimac Nevera

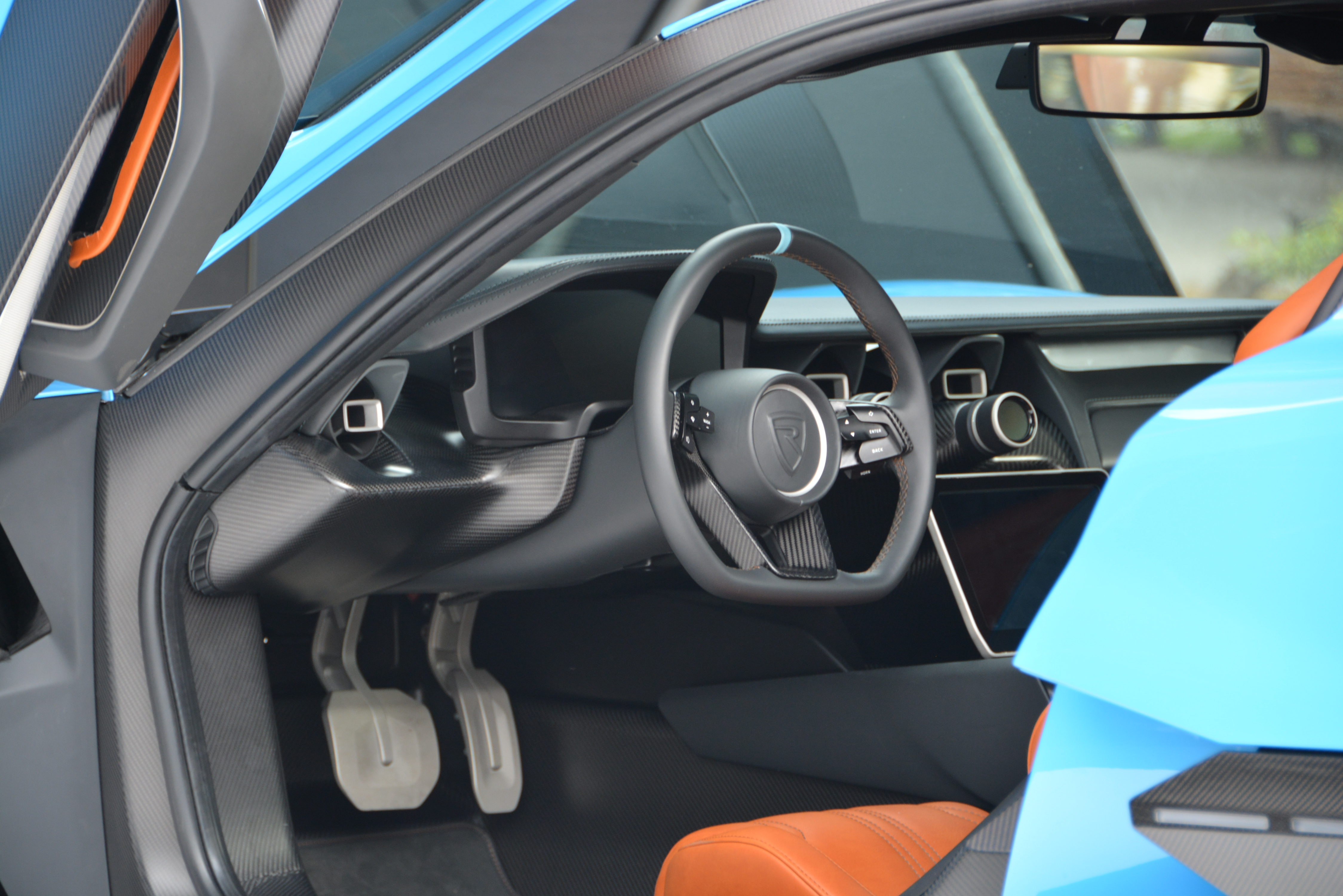
Салон

Nevera приводиться в рух за допомогою 4 компактних електродвигунів, сумарна потужність яких варіюється в межах 1914 кінських сил, а максимальний крутний момент складає 2300 Н·м. Виробником даного електрокара стала компанія, головний офіс і виробничі потужності якої розташовані на території Хорватії.
Найшвидший електрокар у світі отримав дуже легкий кузов, здебільшого виготовлений з алюмінієвого сплаву. Деякі деталі кузова виробник виготовив із вуглеволокна, а тому автомобіль вийшов не тільки дуже швидким, а й маневреним.
Головною особливістю нового електричного автомобіля є потужність його двигунів, що дає змогу розігнати його до 60 миль на годину лише за 1,74 секунди, з нуля до 300 км/год Nevera прискорюється за 9,22 с. Завдяки цим показникам електромобіль хорватського виробника може назватися гідним конкурентом для Tesla Roadster, який розганяється до зазначеної швидкості на 0,05 с довше.
Максимальна швидкість хорватського автомобіля складає 412 км/год.
Одного заряду батарей повинно цілком вистачити на відстань у 650 кілометрів.
Окремою перевагою є можливість швидкого заряду власної батареї в 120 кВт·год — до 80 % її можна зарядити всього за пів години. Теоретично  запаси електроенергії дадуть автомобілю змогу проїхати два кола підряд на гоночній трасі в Нюрбургрингу.
Розблокування здійснюється завдяки системі розпізнавання обличчя.

## Характеристики
13 серпня 2021 року канал YouTube «Drag Times» випробував попередню версію Nevera на Famoso Raceway, Бейкерсфілд, Каліфорнія. Після кількох пробігів по 1⁄4-мильній трасі були опубліковані наступні результати:
- 0—60 миль/год (1 фут): 1,74 с
- 0—100 км/год: 1,85 с
- 0—100 миль/год: 3,61 с
- 0—130 миль/год: 5.36 с
- 0—150 миль/год: 6.88 с
- 60—130 миль/год: 3,42 с
- 100—150 миль/год: 3.27 с
- 100—200 км/год: 2,95 с
- 1⁄8 милі: 5,64 с на швидкості 132,33 милі/год
- 1⁄4 милі: 8,58 с на швидкості 167,51 милі/год

## Реакція
Джонатан Лопес із журналу Top Speed стверджує, що Concept Two змінив стан речей не тільки на ринку електромобілів, а й у принципі в автомобілебудуванні завдяки високим технологіям. Влад Савов із The Verge розкритикував зовнішній вигляд, котрий не вразив його і виявився менш яскравим, ніж у Lamborghini Huracán, а також заявив, що заявлені розробниками дані роздуті.

## Дрег-рейсінг

### З Ferrari SF90 Stradale
У червні 2021 року на дрег-рейсінгу гібрид Ferrari SF90 Stradale програв електрокару Rimac Nevera, який має вдвічі більшу потужність. Відрізок у чверть милі Nevera подолав за 8,62 с, розігнавшись до 276 км/год. Ferrari SF90 Stradale проїхала той самий відрізок за 9,6 с, набравши швидкість 240 км/год.

### З Tesla Model S Plaid
У серпні 2021 року автори YouTube-каналу DragTimes влаштували змагання між ліфтбеком Tesla Model S Plaid та гіперкаром Rimac Nevera. Усього відбулося три заїзди, і в кожному з них першим до фінішу прийшов Rimac.